# 빌리 벡
빌리 벡(Billy Beck, 1920년 5월 26일 ~ 2011년 6월 29일)은 미국의 배우이다.
필라델피아에서 태어났으며 글렌데일에서 사망하였다.

## 출연 작품
- 스틸 웨이팅... (2009, Still Waiting...)
- 저스트 라이크 헤븐 (2005년)
- 명탐정 말로위 (1998년)
- 싸일런트 저스티스 (1993년)
- 다크 윈드 (1991, The Dark Wind)
- 백만불짜리 거짓말 (1991년)
- 길티 (1991년)
- 천사의 키스 (1989년)
- 우주 생명체 블롭 (1988년)
- 죽음의 키스 (1987년)
- 하우스 (1986년)
- 엔젤 2 (1985년)
- 변칙 플레이 (1985, Moving Violations)
- 하나를 위한 삼중주 (1984년)
- 버디 버디 (1981년)
- 퍼스트 패밀리(영어판) (1980년)
- 계절의 변화 (1980년)
- 포춘 쿠키 (1966년)
- 당신에게 오늘 밤을 (1963년)
- 전투 (1962년)
- 맨하탄의 두 남자 (1959년)

### 텔레비전
- 첩보원 0011 (1964년)
- 아내는 요술쟁이 (1964년)
- 신나는 개구쟁이 (1978년)